# Toucountouna
Toucountouna is een van de 77 gemeenten (communes) in Benin. De gemeente ligt in het departement Atacora en telt 39.779 inwoners (2013). De gemeente is opgedeeld in drie arrondissementen:
- Kouarfa
- Tampégré
- Toukountouna

Het gemeentebestuur bestaat uit een burgemeester (maire) en een gemeenteraad (conseil communal) met elf leden. In 2021 was de burgemeester Blaise Békakoua Tchin-Toya.

## Geografie
Het oosten van de gemeente ligt op een plateau terwijl het westen in de Atacora ligt. Toucountouna ligt op een hoogte tussen 380 en 590 meter. De Pendjari stroomt van zuid naar noord door de gemeente. Zijrivieren zijn de Tikoun, de Fatiya, de Porkou, de Korobouné en de Borokoné. In de gemeente liggen ook de stuwmeren van Fawarata en van Tchakalakou. Het landschap bestaat uit bossavanne en enkele bossen.
Het klimaat telt een droog seizoen van midden mei tot midden oktober en het regenseizoen van midden oktober tot midden mei. De gemiddelde jaarlijkse neerslaghoeveelheid bedraagt tussen 1.000 en 1.200 mm en de gemiddelde temperatuur 27° C.

## Bevolking
In 2002 telde de gemeente 30.154 inwoners. In 2013 waren dat 39.779 inwoners.
De bevolking bestaat voornamelijk uit Waaba, Bètammaribè, Natéma (Natimba) en Fulbe.
Opm: Bevolkingscijfers in duizendtallen
Bron: Toucountouna, Commune in Benin; 1979-2013: volkstellingen
Bron: Institut National de la Statistique Benin; 2013: volkstelling

## Geschiedenis
Voor de onafhankelijkheid was Toucountouna een kanton dat bestuurd werd door een dorpshoofd van de Natimba. Na de onafhankelijkheid in 1960 werd Toucountouna een arrondissement van de gemeente Natitingou. Toucountouna kreeg haar huidige grenzen in 1978, maar kreeg toen enkel het statuut van district en later van onderprefectuur. Pas in 2002 werd Toucountouna een gewone gemeente.

## Geboren
- Mathieu Kérékou (1933-2015), president van Benin
- Albert Ouassa (?-2023), politicus